# Sonntags Nach-Tisch
Die Sendereihe Sonntags Nach-Tisch war ein speziell auf Kinder ausgerichtetes moderiertes Rahmenprogramm des ZDF am Sonntagnachmittag. Die Sendung war der Nachfolger der Reihe Samstag Nachmittag im ZDF, die bereits seit Herbst 1979 existierte und letztmalig am 29. September 1984 ausgestrahlt wurde. Ab 7. Oktober 1984 wurde die samstägliche Sendung umbenannt und mit nahezu identischem Sendekonzept auf den Sonntag verlegt. Sie lief dort zunächst im Zeitfenster von 14.15 bis ca. 16.05 Uhr. Ab 24. November 1985 wurde der Sonntags Nach-Tisch regulär zwischen 13.45 und 16.20 Uhr ausgestrahlt. Im Vorspann war ein Ohrensessel zu sehen, der je nach Jahreszeit (Frühling, Sommer, Herbst oder Winter) entsprechend gemustert war und ebenfalls von der Samstagssendung übernommen wurde. Auf diesem „Jahreszeiten-Sessel“ nahm einer der fünf Moderatoren Platz, um die folgenden Beiträge, Kinder- und Jugendserien anzukündigen oder aktuelle Veranstaltungshinweise und Freizeittipps zu geben. Teilweise gab es zudem Gäste im Studio. Die Reihe lief bis zum 20. Dezember 1987.

## Serien und Shows
- 1984–1985: Alice im Wunderland (Zeichentrickserie)
- 1984–1986: Die Fraggles (Fraggle Rock, Puppenserie)
- 1984–1987: 1, 2 oder 3 (Spielshow mit Michael Schanze und Biggi Lechtermann)
- 1984/1985–1986: So ein Tierleben (Dokuserie mit Klaus Havenstein)
- 1984/1987: Rasmus und der Vagabund (Rasmus på luffen, Vierteiler)
- 1985/1987: Boomer, der Streuner (Here's Boomer, Serie)
- 1985: Die Kinder von Bullerbü (Alla vi barn i Bullerbyn, von 1961)
- 1985/1986: Wunderwelt der Tiere (Dokuserie)
- 1985: Die Lady (Family Reunion, Dreiteiler von 1981)
- 1985: Fünf Freunde (The Famous Five, Serie)
- 1985/1986: Der falsche Prinz (Zweiteiler)
- 1985: Das Geheimnis des weißen Büffels (Fünfteiler)
- 1985: Wenn die Söhne mit dem Vater (Zeichentrickserie, 4 Folgen)
- 1985: Babar, der kleine Elefant (US-Zeichentrickserie von 1968/1971, 2 Folgen)
- 1985: Paff, der Zauberdrache (Zeichentrickserie, 3 Folgen)
- 1985: Gandy, der Gänserich (Zeichentrickserie, 5 Folgen)
- 1985: Bas-Boris Bode (auch Bas-Boris Bode – Der Junge, den es zweimal gab, Sechsteiler)
- 1985–1986: Die Biene Maja (Mitsubachi Māya no Bōken, Zeichentrickserie)
- 1985–1986/1987: Bettkantengeschichten (Serie mit 59 Folgen)
- 1985–1986/1987: Nesthäkchen (Sechsteiler)
- 1986: Die Flop-Parade (Höhepunkte aus den bisherigen Folgen von Die Flop-Show)
- 1986: Christian, der Löwe (Zweiteiliger Dokumentarfilm)
- 1986: Auf einem langen Weg (Dreiteiler)
- 1986/1987: Löwenzahn (mit Peter Lustig)
- 1986: Die dreibeinigen Herrscher (The Tripods, Serie)
- 1986: Ishi - Der Letzte seines Stammes (Ishi: The Last of His Tribe, Dreiteiler)
- 1986: Die unmögliche Sophie (Zweiteiler)
- 1986/1987: Rappelkiste
- 1986: Data, der Rebell (Serie)
- 1986: Moritzgeschichten (Serie mit 6 Folgen)
- 1986: Die Galoschen des Glücks (Zweiteiler, als Spielfilm)
- 1986: König Drosselbart (Král Drozdia Brada, Zweiteiler, als Spielfilm)
- 1986: Anne auf Green Gables (Anne of Green Gables)
- 1986–1987: Emily Erdbeer (Strawberry Shortcake, Zeichentrickserie, 4 Folgen)
- 1987: Pippi Langstrumpf (Pippi Långstrump, Spielfilme)
- 1987: Alarm im Schlossmuseum (Dreiteiler)
- 1987: Frankensteins Tante (Frankensteinova teta, Serie mit 7 Folgen)
- 1987: Die Schilfpiraten (Swallows and Amazons Forever, Serie mit 8 Folgen)
- 1987: Die Bill Cosby Show (The Cosby Show, Show)
- 1987: Heidi (Arupusu no Shōjo Haiji, Zeichentrickserie)
- 1987: Der Schatz im Niemandsland (Sechsteiler)
- 1987: Der Salzprinz (Sůl nad zlato, Zweiteiler)
- 1987: Unterwegs nach Atlantis (Serie mit 13 Folgen)
- 1987: Neues aus Uhlenbusch
- 1987: Morgen Schon (Serie mit 11 Folgen)
- 1987: Die Akademie des Herrn Klecks (Akademiya pana Kleksa, Zweiteiler)
- 1987: Muppet Babies (Zeichentrickserie)
- 1987: Michel aus Lönneberga
- 1987: Ronja, die Räubertochter (Ronja Röverdotter, Dreiteiler)
- 1987: Die Kinder von Bullerbü (Alla vi barn i Bullerbyn, von 1986/87)